# 旋转烤肉架

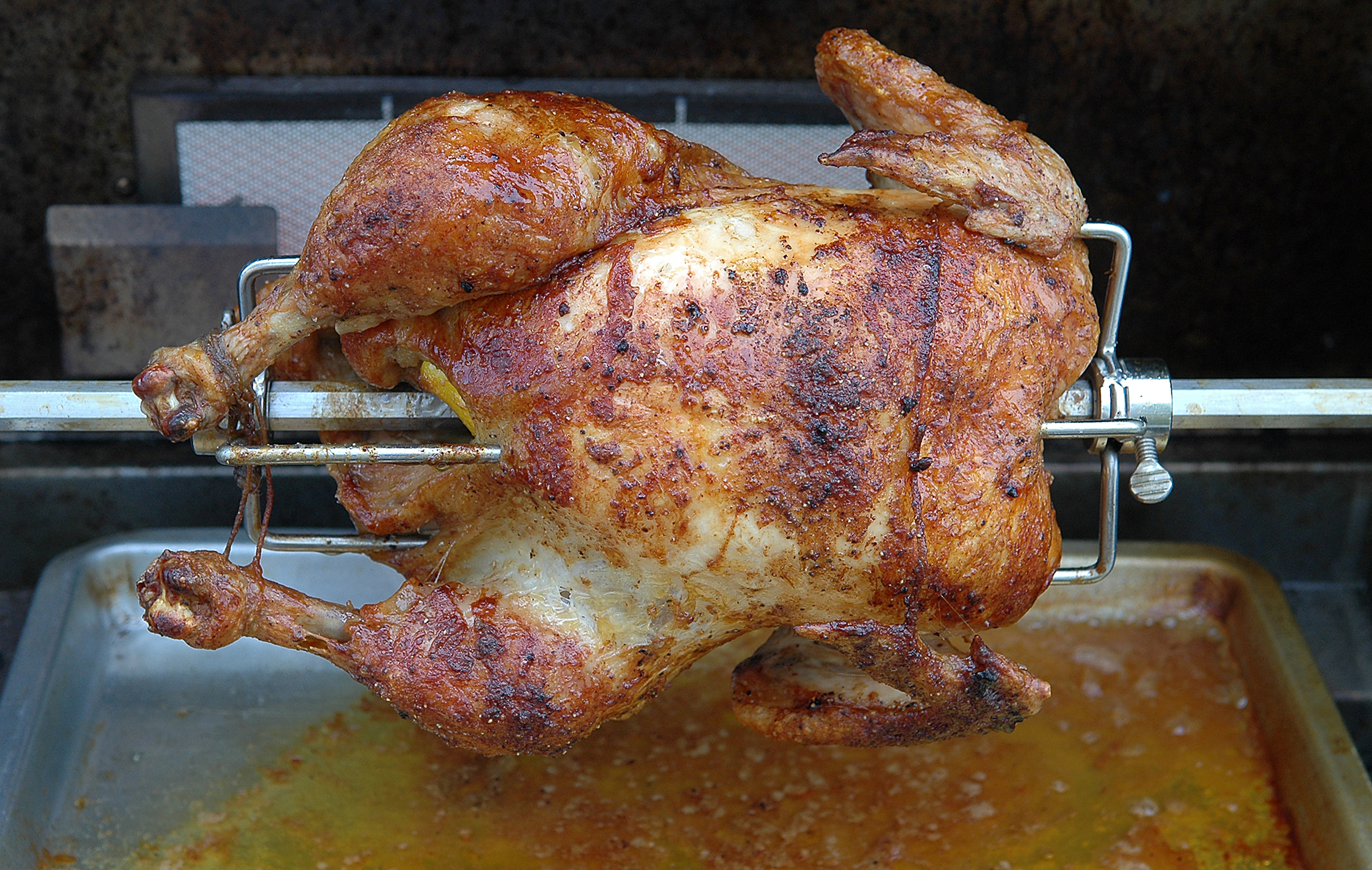
旋转烤肉架上的烤雞

旋转烤肉架是一种实心长棒，实心长棒會貫穿動物的身體，然後燒烤時实心长棒會轉動，人們可以在旋转烤肉架轉動時給動物肉身上塗油。旋转烤肉架上的肉一般較大，或者有時就是一整個動物，例如整只乳豬或火雞。